# عیسی پادشاه است
عیسی پادشاه است (انگلیسی: Jesus Is King) نهمین آلبوم استودیویی از رپر و تهیه‌کننده موسیقی آمریکایی کانیه وست است. این آلبوم در ۲۵ اکتبر ۲۰۱۹، به وسیله گود میوزیک پخش شد و توسط دف جم رکوردینگز توزیع شد. آلبوم یک از تم مسیحیت پیروی می‌کند؛ وست آن را به عنوان «یک بیان بشارت» توصیف می‌کند. آلبوم با حضور هنرمندان مختلفی از جمله تای دولا ساین و کنی جی و تهیه‌کننده‌های مختلفی از جمله بنی بلانکو و تیمبلند و سایر دست‌اندرکاران تهیه و ضبط شده‌است.
وست ضبط آلبوم را در اوت ۲۰۱۸ آغاز کرد و در ابتدا آن را Yandhi اعلام کرد. عیسی پادشاه است به رتبه یک بیلبورد ۲۰۰ ایالات متحده آمریکا رسید. همچنین آلبوم به رتبه یک جدول آلبوم‌های بریتانیا رسیده‌است.